# 李惟揚
李惟揚，字修光，號崧臺，廣東陽春縣（今陽春市）李堡人。清朝軍事人物。武進士及第。曾歷官廣東左、右翼鎮總兵，官終澎湖水師協副將。

## 生平
李惟揚自少英毅老成，文武兼備。春夏讀書，秋冬射獵。康熙五十年（1711年）中式辛卯科武舉人，次年壬辰科會試聯捷，殿試高中一甲第二名武進士（榜眼）。授職侍衛。曾奉旨在滿洲圍場行走。隨即乞假回鄉省親，獲賜白銀。假滿，授官江南江北狼山遊擊。雍正年間，升直隸涿州參將。擢浙閩督標中軍副將，調福建延平城守副將，隨即以鎮守廣東廣州等處地方副將管理左翼總兵官事。雍正八年（1730年）任廣東右翼鎮總兵官，賞戴花翎。乾隆三年（1738年），擔任福建澎湖水師協副將。翌年，因老病休致回籍。晚年工於吟詠，著有《崧臺集》。道光《陽春縣志》有傳。

## 後代
李惟揚有子十二人，長子李伯豪，中武進士；次子伯傑，廕生；次伯桓、伯康，均中武舉人。其餘子孫多成庠生。

## 外部連結
- 人名權威資料查詢 （页面存档备份，存于） 中研院史語所
- 武榜眼李惟扬的传说 陽春旅遊網

| 官衔          | 官衔                                | 官衔        |
| ------------- | ----------------------------------- | ----------- |
| 前任： 顧元亮 | 澎湖水師協副將 乾隆三年（1738年）任 | 繼任： 高地 |